# Cezar musi umrzeć
Cezar musi umrzeć (wł. Cesare deve morire, 2012) – włoski dramat filmowy w reżyserii i według scenariusza braci Tavianich. Adaptacja sztuki Juliusz Cezar autorstwa Williama Szekspira.
Światowa premiera filmu miała miejsce 11 lutego 2012 roku, podczas 62. Międzynarodowego Festiwalu Filmowego w Berlinie, na którym to obraz otrzymał nagrodę główną − Złotego Niedźwiedzia. Polska premiera filmu nastąpiła 17 sierpnia 2012 roku, podczas 2. Transatlantyk Festival w Poznaniu.
Film był oficjalnym kandydatem Włoch do Oscara za najlepszy film nieanglojęzyczny podczas 85. ceremonii wręczenia Oscarów, jednakże ostatecznie nie udało mu się uzyskać nominacji.
Film przypomina fabularyzowany dokument. Pensjonariusze rzymskiego więzienia biorą udział w próbach do sztuki Szekspira „Juliusz Cezar”. Historyczne postacie odgrywane są przez morderców, złodziei oraz mafiozów. Z czasem więźniowie utożsamiają się z granymi postaciami.

## Obsada
- Salvatore Striano jako Bruto (Brutus)
- Cosimo Rega jako Cassio (Kasjusz)
- Giovanni Arcuri jako Cesare (Cezar)
- Antonio Frasca jako Marcantonio (Marek Antoniusz)
- Juan Dario Bonetti jako Decio
- Vincenzo Gallo jako Lucio
- Rosario Majorana jako Metello
- Francesco De Masi jako Trebonio (Treboniusz)
- Gennaro Solito jako Cinna
- Vittorio Parrella jako Casca
- Pasquale Crapetti jako Legionär
- Francesco Carusone jako Wahrsager
- Fabio Rizzuto jako Stratone
- Maurilio Giaffreda jako Ottavio

## Nagrody i nominacje
62. Międzynarodowy Festiwal Filmowy w Berlinie
- nagroda: Złoty Niedźwiedź − Paolo i Vittorio Taviani
- nagroda: Nagroda Jury Ekumenicznego − Paolo i Vittorio Taviani

57. ceremonia wręczenia nagród David di Donatello
- nagroda: najlepsza reżyseria − Paolo i Vittorio Taviani
- nagroda: najlepszy film − Paolo i Vittorio Taviani i Grazia Volpi
- nagroda: najlepszy producent − Grazia Volpi
- nagroda: najlepszy montaż − Roberto Perpignani
- nominacja: najlepszy scenariusz − Paolo i Vittorio Taviani i Fabio Cavalli
- nominacja: najlepsza muzyka − Carmelo Travia i Giuliano Taviani
- nominacja: najlepsze zdjęcia − Simone Zampagni

25. ceremonia wręczenia Europejskich Nagród Filmowych
- nominacja: Najlepszy Europejski Film − Paolo i Vittorio Taviani
- nominacja: Najlepszy Europejski Reżyser − Paolo i Vittorio Taviani
- nominacja: Najlepszy Europejski Montażysta − Roberto Perpignani
- nominacja: Nagroda Publiczności (People’s Choice Award) – Paolo i Vittorio Taviani